# Jacques De Decker
Jacques De Decker (Schaerbeek, 19 agosto 1945 – Bruxelles, 12 aprile 2020) è stato uno scrittore, giornalista, drammaturgo e traduttore belga.

## Biografia

### Famiglia
Jacques De Decker era figlio del pittore Luc De Decker e fratello di Armand De Decker ex ministro e presidente del Senato belga.

### Studi, primi impieghi e ingresso nel mondo dello spettacolo
Studiòfilologia tedesca all'Université Libre de Bruxelles. Dopo la laurea, trovo impiego come assistente all'École d'Interprètes Internationaux all'Università di Mons, dove ha insegnato lingua e cultura olandese. Ha anche insegnato storia del teatro al Conservatoire de Bruxelles. È stato giornalista e critico letterario e ha diretto la rubrica letteraria di Le Soir.
Dagli anni settanta è stato associato al teatro come attore e regista. Nel 1976 ha diretto Petit Matin, il primo dramma della sua stessa paternità e il suo primo romanzo La Grande roue è stato pubblicato nel 1984.  

## Opere

### Teatro
- Petit matin (1976)
- Jeu d'intérieur (1979)
- Tranches de dimanche (1987)
- Le Magnolia (2000)

### Prosa
- La Grande roue (1985)
- Parades amoureuses (1990)
- Le Ventre de la baleine (1996)
- Tu n'as rien vu à Waterloo (2003)
- Histoires de tableaux (2005)
- Modèles réduits (2010)